# Леонид Леонидов
Леонид Миронович Леонидов (на руски: Леонид Миронович Леонидов), (фамилно име Волфензон) е руски артист, режисьор, педагог. Народен артист на СССР (1936). Играе в Московския художествен театър.

## Роли
- Дмитрий Карамазов – „Дмитрий Карамазов“ – Фьодор Достоевски;
- Егор Буличов – „Егор Буличов и другите“ – Максим Горки;
- Плюшкин – „Мъртви души“ – Николай Гогол и др.